# Laoterinaea flavovittata
Laoterinaea flavovittata là một loài bọ cánh cứng trong họ Cerambycidae.